# Güesa
Güesa (em castelhano) ou Gorza (em basco) é um município da Espanha na província e comunidade foral (autónoma) de Navarra. Tem 26,59 km² de área e em 2021 tinha 34 habitantes (densidade: 1,3 hab./km²).

## Demografia
| Variação demográfica do município entre 1991 e 2004 | Variação demográfica do município entre 1991 e 2004 | Variação demográfica do município entre 1991 e 2004 | Variação demográfica do município entre 1991 e 2004 |
| --------------------------------------------------- | --------------------------------------------------- | --------------------------------------------------- | --------------------------------------------------- |
| 1991                                                | 1996                                                | 2001                                                | 2004                                                |
| 90                                                  | 79                                                  | 72                                                  | 66                                                  |